# Александров, Сергей Николаевич (генерал-майор)
Сергей Николаевич Александров (15 сентября 1906 года, Казань — 17 августа 1978 года, там же) — советский военный деятель, генерал-майор (27 ноября 1942 года).

## Начальная биография
Сергей Николаевич Александров родился 15 сентября 1906 года в Казани.

## Военная служба

### Довоенное время
В октябре 1926 года призван в ряды РККА и направлен на учёбу в Объединённую Татаро-Башкирскую военную школу имени ЦИК ТАССР, после окончания которой в мае 1930 года направлен в 65-ю стрелковую дивизию (Приволжский военный округ), где был назначен на должность командира взвода в составе 170-го стрелкового полка, а с октября 1931 года служил в 195-м стрелковом полку на должностях командира пулемётного взвода и пулемётной роты.
В марте 1934 года направлен в 70-ю стрелковую дивизию, где служил на должностях командира роты и начальника штаба батальона 208-го стрелкового полка, а в августе 1936 года переведён в штаб дивизии, где последовательно назначался на должности начальника 4-й части, помощника начальника 1-й и начальника 2-й части.
В 1938 году Александров вступил в ряды ВКП(б). В декабре того же года назначен на должность командира разведывательного батальона 70-й дивизии, которая в ходе советско-финской войны принимала участие в боевых действиях на Карельском перешейке. В начале февраля 1940 года дивизия перешла в наступление и после прорыва обороны противника вышла к Выборгскому заливу и после его преодоления перерезала дорогу Хельсинки — Выборг, что способствовало овладению непосредственно самого Выборга. В ходе боевых действий майор Александров был ранен, а также был награждён орденом Красной Звезды.
В октябре назначен на должность командира 217-го стрелкового полка (104-я стрелковая дивизия, 42-й стрелковый корпус).

### Великая Отечественная война
С началом войны находился на прежней должности. Полк вёл оборонительные боевые действия западнее Мурманска.
В марте 1942 года подполковник Александров назначен на должность заместителя командира 104-й стрелковой дивизии, в мае — на должность командира 4-й лыжной бригады, затем — на должность командира 6-й лыжной бригады, а в августе — на должность командира 23-й гвардейской стрелковой дивизии, которая вела оборонительные боевые действия в районе станции Лоухи. В ноябре 1942 года дивизия была передислоцирована на Северо-Западный фронт и вскоре приняла участие в ходе Демянской наступательной операции.
В марте 1943 года назначен на должность на должность командира 245-й стрелковой дивизии, которая вела боевые действия в районах озера Селигер, Демянска, Старой Руссы и в направлении Пустошки. С 27 января 1944 года дивизия вела боевые действия в ходе Ленинградско-Новгородской операции, а в марте — в районе Пскова, где Александров был тяжело ранен.
После выздоровления в мае 1944 года назначен на должность командира 13-й стрелковой дивизии, которая принимала участие в боевых действиях на Карельском перешейке. Во время Выборгской наступательной операции после прорыва обороны противника дивизия под командованием Александрова обошла Выборг, перерезав пути для отступления противника на северо-восток и освободив более ста населённых пунктов. В ноябре 1944 года дивизия была включена в состав 59-й армии и во время Висло-Одерской операции освободила Домброва-Гурне, Семянович и Сосновец, за что ей было присвоено почётное название «Домбровская». Вскоре дивизия участвовала в боевых действиях в ходе Нижнесилезской, Верхнесилезской и Пражской наступательных операций.

### Послевоенная карьера
В июле 1945 года 13-я стрелковая дивизия была расформирована, после чего генерал-майор Александров находился в распоряжении Военного совета Центральной группы войск. В октябре того же года назначен на должность начальника отдела боевой подготовки штаба Казанского военного округа, в июле 1946 года — на должность командира 1-й стрелковой Бобруйской Краснознамённой бригады, а в июле 1947 года — на должность заместителя командира 188-й стрелковой дивизии
в сентябре 1947 года направлен на учёбу на курсы усовершенствования командиров стрелковых дивизий при Военной академии имени М. В. Фрунзе, после окончания которых в ноябре 1948 года назначен на должность командира 117-й стрелковой дивизии (14-я армия, Дальневосточный военный округ).
Генерал-майор Сергей Николаевич Александров в октябре 1952 года был освобождён от занимаемой должности и в январе 1953 года вышел в запас.
Умер 17 августа 1978 года в Казани. Похоронен на Арском кладбище г. Казань

## Награды
- Орден Ленина (15.11.1950);
- Три ордена Красного Знамени (25.01.1942, 18.11.1944, 24.06.1948;
- Орден Кутузова 2 степени (22.06.1944);
- Орден Отечественной войны 1 степени (11.04.1945);
- Два ордена Красной Звезды (.01.1940, 02.11.1944);
- Медали.